# 廣義座標
廣義座標是不特定的座標。假若用一組廣義座標來導引方程式，所得到的答案，可以應用於較廣泛的問題；並且，當最後終於設定這座標時，答案仍舊是正確的。拉格朗日力學，哈密頓力學都需要用到廣義座標來表示基要概念與方程式。

## 獨立的廣義座標
當分析有的問題時（尤其是当有许多约束条件的时候），最好盡量選擇獨立的廣義座標。因為，這樣可以減少代表約束的變數。但是，當遇到非完整約束時，或者當計算約束力時，就必須使用關於這約束力的，相依的廣義座標。
在三維空間裏，假設一個物理系統擁有{\displaystyle n\,\!}顆粒子；那麼，這系統的自由度是{\displaystyle 3n\,\!}。再假設這系統有{\displaystyle h\,\!}個完整約束；那麼，這系統的自由度變為{\displaystyle m=3n-h\,\!}。必須用{\displaystyle m\,\!}個獨立廣義座標{\displaystyle (q_{1},\ q_{2},\ \dots ,\ q_{m})\,\!}與時間{\displaystyle t\,\!}來完全描述這系統的運動。座標的轉換方程式可以表示如下：
{\displaystyle \mathbf {r} _{i}=\mathbf {r} _{i}(q_{1},\ q_{2},\ \dots ,\ q_{m},\ t)\ ,\qquad \qquad \qquad (i=1,\ 2,\ \dots n\,\!)}。
在處理複雜的系統時，這轉換方程式具有足夠的靈活性來選擇最合適的座標。在思考虛位移與廣義力時，這轉換方程式也可以用來建造微分。

## 實例

雙擺

一個複擺，被約束地移動於一垂直平面，可以用四個直角座標{\displaystyle \lbrace x_{1},\ y_{1},\ x_{2},\ y_{2}\rbrace \,\!}來描述。但是，這系統的自由度是2；可以用兩個廣義座標來更精簡地描述這雙擺運動：
{\displaystyle \lbrace q_{1},\ q_{2}\rbrace =\lbrace \theta _{1},\ \theta _{2}\rbrace \,\!}；
這裏，
{\displaystyle \lbrace x_{1},\ y_{1}\rbrace =\lbrace l_{1}\sin \theta _{1},\ l_{1}\cos \theta _{1}\rbrace \,\!}，
{\displaystyle \lbrace x_{2},\ y_{2}\rbrace =\lbrace l_{1}\sin \theta _{1}+l_{2}\sin \theta _{2},\ l_{1}\cos \theta _{1}+l_{2}\cos \theta _{2}\rbrace \,\!}。
一粒珠子，被約束地移動在一條穿過它的鐵絲上，自由度是1。它的運動可以用一個廣義座標來描述
{\displaystyle q_{1}=s\,\!}；
這裏，{\displaystyle s\,\!}是珠子離鐵絲上一個參考點的徑長。這三維空間運動已被減縮為一維空間運動了。
一個物體，被約束在一個表面上，自由度是2；雖然它的運動也是嵌在三維空間裏。如果這表面是球表面，一個很好的選擇是
{\displaystyle \lbrace q_{1},\ q_{2}\rbrace =\lbrace \theta ,\ \phi \rbrace \,\!}；
這裏，{\displaystyle \theta \,\!}與{\displaystyle \phi \,\!}是球坐標系的角座標。因為{\displaystyle r\,\!}座標是常數，可以被忽略掉。

## 參閱
- 拉格朗日力學
- 哈密頓力學
- 虛功
- 廣義力
- 廣義速度